# Shijak
Shijak ([ʃijak]; bepaalde vorm: Shijaku; Bosnisch: Šijak) is een stad (bashki) in West-Albanië, gelegen tussen de havenstad Durrës in het westen en de nationale hoofdstad Tirana in het oosten. De stad telt 28.000 inwoners (2011) en maakt deel uit van de gelijknamige prefectuur aan de Adriatische Zeekust. Ze ligt op de rechteroever van de rivier de Erzen tegenover de deelgemeente Xhafzotaj. De deelgemeente Shijak omvat behalve de stad zelf geen andere woonkernen.

## Geschiedenis

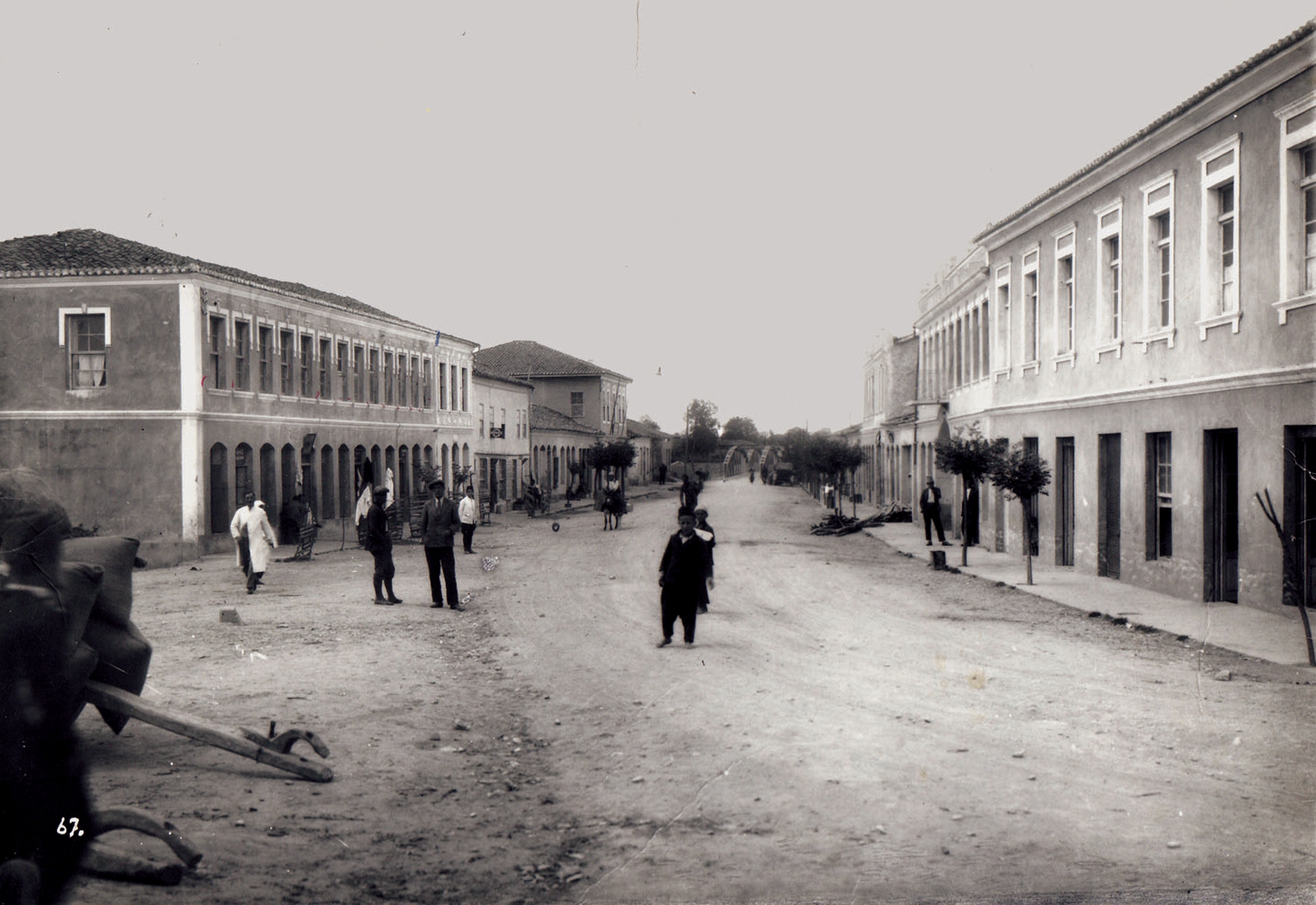
Shijak in 1935

Shijak was lange tijd een vlek met stadsrechten aan de brug over de Erzen. In 1466 zouden op die plaats 5000 Albanese strijders door de Ottomaanse sultan, die zonder succes tegen Skanderbeg vocht, zijn gespietst. De moskee dateert van de 19e eeuw. Een groot deel van de bevolking van de stad stamt af van Kosovaren en Bosnische moslims, die er in diezelfde eeuw naartoe vluchtten. In Borakë, een dorpje bij Xhafzotaj, bevindt zich om die reden een Bosnisch ereconsulaat.
In de communistische periode lag Shijak in een belangrijk landbouwgebied. De stad was vooral beroemd vanwege de staatswijnbottelarij die er zich bevond. In de jaren 1990 zochten vele jongen mannen uit de stad werk in West-Europa, maar tegelijk kwamen vele plattelandsvluchtelingen uit Albaniës bergachtige gebieden naar de regio van Shijak. Vandaag de dag profiteert de stad van haar ligging tussen de centrumsteden Tirana en Durrës, waarrond zich talrijke fabrieken en manufacturen vestigden.

## Geografie en ligging
Shijak ligt in het zuidoosten van het district Durrës, elf kilometer oostelijk van de havenstad en 23 kilometer ten westen van Tirana, op twintig meter boven de zeespiegel. Het stedelijke grondgebied wordt begrensd door de gemeenten Xhafzotaj, Gjepalaj en Maminas. Ten noordwesten van de stad ligt de grotere stad Sukth, tussen Shijak en de hoofdstad ligt nog Vorë. Net ten oosten van Shijak ligt een kleine heuvelrug, waardoor de spoor- en autosnelwegen (A1, SH2) in een boog rond het noorden van de stad lopen.

### Bestuurlijke indeling
Administratieve componenten (njësitë administrative përbërëse) na de gemeentelijke herinrichting van 2015 (inwoners tijdens de census 2011 tussen haakjes):
Gjepalaj (3449) • Maminas (4463) • Shijak (7568) • Xhafzotaj (12381).
De stad wordt verder ingedeeld in 26 plaatsen: Bilalas, Bodinak, Borake, Çizmeli, Eminas i Vogël, Gjepalaj, Guzaj, Hardhishtë, Karpen, Karreç, Kënetë, Koxhas, Likesh, Maminas, Metallë, Pjezë, Rreth, Rubjek, Sallmone, Shahinaj, Shetël, Shijak, Shtrazë, Vlashaj, Vllazërimi, Xhafzotaj.

## Bevolking
Volgens de volkstelling van 2011 telt de gemeente Shijak 27.681 inwoners. Dat is een  stijging vergeleken met 26.888 inwoners in het jaar 2001. De meeste inwoners zijn etnische Albanezen.
Van de 27.681 inwoners zijn er 5.697 tussen de 0 en 14 jaar oud, 18.600 inwoners zijn tussen de 15 en 64 jaar oud en 3.564 inwoners zijn 65 jaar of ouder.
In 2017 werden er 312 kinderen geboren, terwijl er 216 mensen stierven. De natuurlijke bevolkingsgroei is positief en bedraagt +96 mensen.

#### Religie
De islam is de grootste religie in de gemeente Shijak. Een relatief klein deel is christen.  
| Religieuze samenstelling in de stad (bashki) Shijak | Religieuze samenstelling in de stad (bashki) Shijak | Religieuze samenstelling in de stad (bashki) Shijak | Religieuze samenstelling in de stad (bashki) Shijak | Religieuze samenstelling in de stad (bashki) Shijak | Religieuze samenstelling in de stad (bashki) Shijak |
| Deelgemeente                                        | Aantal inwoners (census 2011)                       | Islam (%)                                           | Katholieke Kerk in Albanië (%)                      | Albanees-Orthodoxe Kerk (%)                         | Bektashi (%)                                        |
| --------------------------------------------------- | --------------------------------------------------- | --------------------------------------------------- | --------------------------------------------------- | --------------------------------------------------- | --------------------------------------------------- |
| Xhafzotaj                                           | 12.381                                              | 80,79 procent                                       | 3,27 procent                                        | 1,19 procent                                        | 0,26 procent                                        |
| Shijak                                              | 7.568                                               | 82,06 procent                                       | 0,48 procent                                        | 0,74 procent                                        | 0,34 procent                                        |
| Maminas                                             | 4.463                                               | 90,12 procent                                       | 1,94 procent                                        | -                                                   | 0,37 procent                                        |
| Gjepalaj                                            | 3.449                                               | 89,51 procent                                       | 0,21 procent                                        | -                                                   | 0,09 procent                                        |
| Shijak                                              | 27.681                                              | 84,25 procent                                       | 1,93 procent                                        | 0,73 procent                                        | 0,28 procent                                        |

## Media
Shijak beschikt over een lokaal televisiestation, Shijak TV. Ten zuiden van de stad bevindt zich een kortegolfzendinstallatie van Radio Tirana. Flakka, de middengolfinstallatie van hetzelfde station, ligt noordwestelijk van Shijak.

## Sport
Voetbalclub KF Erzeni Shijak, die werd opgericht in 1931, komt uit in de Kategoria e Dytë, de derde hoogste klasse in het Albanese voetbal. De thuiswedstrijden worden afgewerkt in het Stadiumi Tefik Jashari, dat plaats biedt aan 4000 toeschouwers.

## Geboren
- Ymer Deliallisi (1873-1944), politicus
- Xhelal Deliallisi (1880-1941), politicus
- Ibrahim Efendiu, politicus

Belsh · Berat · Bulqizë · Cërrik · Delvinë · Devoll · Dibër · Dimal · Divjakë · Dropull · Durrës · Elbasan · Fier · Finiq · Fushë-Arrëz · Gjirokastër · Gramsh · Has · Himarë · Kamëz · Kavajë · Këlcyrë · Klos · Kolonjë · Konispol · Korçë · Krujë · Kuçovë  · Kukës · Kurbin · Lezhë · Libohovë · Librazhd · Lushnjë · Malësi e Madhe · Maliq · Mallakastër · Mat · Memaliaj · Mirditë · Patos · Peqin  · Përmet · Pogradec · Poliçan · Prrenjas · Pukë · Pustec · Roskovec · Rrogozhinë · Sarandë · Selenicë · Shijak · Shkodër · Skrapar · Tepelenë · Tirana · Tropojë · Vau i Dejës · Vlorë · Vorë

Deelgemeenten · Gemeenten · Prefecturen